# Brian O'Brian
Brian O'Brian é uma série ítalo-americana de curtas de televisão que vão ao ar no Disney Channel. A série é co-escrita e dirigida por Danny Kaplan e estrelado por Brian Stepanek, que também co-escreve; partitura original de Stuart Balcomb e produzida em Cologno Monzese perto de Milão, Itália.  Episódios individuais são esboços rápidos de comédia, com 2 a 4 minutos de duração.  Assim como quase toda a programação de comédia televisiva da Disney, o programa usa uma faixa de riso. O personagem principal Brian é inspirado na comédia física de grandes nomes da tela silenciosa como Charlie Chaplin e Buster Keaton.
Um anúncio que promoveu a estréia de Brian O'Brian foi exibido durante a estréia de The Suite Life on Deck em 26 de setembro de 2008, no Disney Channel, e a série estreou em 3 de outubro de 2008. Na América Latina, estreou em 16 de fevereiro de 2009 no Disney Channel Latin America. A temporada começou em 16 de setembro de 2008 no Disney Channel Itália.

## Episódios
| N.º na temp. | Título              | Dirigido por | Escrito por                   | Exibição original     |
| --- | ------------------- | ------------ | ----------------------------- | --------------------- |
| 1 | "Operaman"          | Danny Kaplan | Danny Kaplan & Brian Stepanek | 3 de outubro de 2008  |
| Na Itália, Brian se passa por um famoso cantor de ópera em uma casa de ópera que canta Largo al factotum. |                     |              |                               |                       |
| 2 | "The Pool"          | Danny Kaplan | Danny Kaplan & Brian Stepanek | 3 de outubro de 2008  |
| Brian brinca com diferentes brinquedos em uma piscina, proibida por um salva-vidas rigoroso. |                     |              |                               |                       |
| 3 | "Assembly Required" | Danny Kaplan | Danny Kaplan & Brian Stepanek | 10 de outubro de 2008 |
| Brian tenta construir uma mesa de café a partir de uma tora, mas acaba com muitas criações estranhas, incluindo uma caixa-ninho e um palito (que ele literalmente usa para tentar pegar um pedaço de comida preso entre os dentes!). |                     |              |                               |                       |
| 4 | "Basketball"        | Danny Kaplan | Danny Kaplan & Brian Stepanek | 10 de outubro de 2008 |
| Brian joga basquete na academia. |                     |              |                               |                       |
| 5 | "Band"              | Danny Kaplan | Danny Kaplan & Brian Stepanek | 17 de outubro de 2008 |
| Brian toca todos os instrumentos em uma banda imaginária em sua casa, incluindo um air guitar. |                     |              |                               |                       |
| 6 | "Babysitter"        | Danny Kaplan | Danny Kaplan & Brian Stepanek | 17 de outubro de 2008 |
| Brian tenta cuidar de um bebê. |                     |              |                               |                       |
| 7 | "Dancing"           | Danny Kaplan | Danny Kaplan & Brian Stepanek | 24 de outubro de 2008 |
| Brian mostra seus movimentos de dança em uma pequena boate. |                     |              |                               |                       |
| 8 | "Doubles"           | Danny Kaplan | Danny Kaplan & Brian Stepanek | 24 de outubro de 2008 |
| Brian tenta impressionar sua namorada Veronica na quadra de tênis. |                     |              |                               |                       |
| 9 | "Bones"             | Danny Kaplan | Danny Kaplan & Brian Stepanek | 31 de outubro de 2008 |
| Brian visita o museu de história natural. Ele finalmente quebra alguns ossos de dinossauro, mas consegue escapar de problemas. |                     |              |                               |                       |
| 10 | "Up and Away!"      | Danny Kaplan | Danny Kaplan & Brian Stepanek | 31 de outubro de 2008 |
| Quando Lucy cai da bicicleta, Brian tenta animá-la, dando-lhe alguns balões. No entanto, quando ele lhe dá muitos balões, sua bicicleta começa a voar para longe. Isso leva Brian a uma perseguição cômica pelo parque.              |                     |              |                               |                       |